# Apomecyna flavovittata
Apomecyna flavovittata är en skalbaggsart som beskrevs av Fernando Chiang 1963. Apomecyna flavovittata ingår i släktet Apomecyna och familjen långhorningar. Inga underarter finns listade i Catalogue of Life.